# BMW 325
BMW 325 — автомобілі третьої серії BMW, які почали випускатися з 1982 року. Існують такі покоління моделі:
- (E36) — 1991—1999;
- (E46) — 2000—2006;
- (E90) — 2005—2011;
- (E91) — 2005—2012;
- (E92) — 2006—2013;
- (E93) — 2007—2013;
- (F30) — 2013-н.ч.;
- (F31) — 2013-н.ч.;
- (F34) — 2013—2016.

### Опис
До бази сучасного седана 325 належать: стерео система на 10 динаміків та 2 сабвуфера, двозонний автоматичний клімат-контроль, передні і задні подушки завіси (загалом про безпеку водія та пасажира дбають шість подушок безпеки), склоочисники з сенсорами дощу та автоматичні передні фари. Є безкоштовна можливість обрати алюмінієві елементи оснащення салону. Стандартно даний автомобіль постачається із 16-дюймовими колесами. 
У 2006 році BMW 325 пройшла краш-тест NHTSA, що призначає від однієї до п`яти зірок, де п`ять зірок вказують на найбільший захист від травм та одна зірка вказує на найменший рівень захисту:
| Водій | Пасажир | Загальний рейтинг | Бічний бар'єрний рейтинг пасажирського заднього сидіння |
| ----- | ------- | ----------------- | ------------------------------------------------------- |
| 4     | 4       | 4                 | 5                                                       |

### Огляд моделі

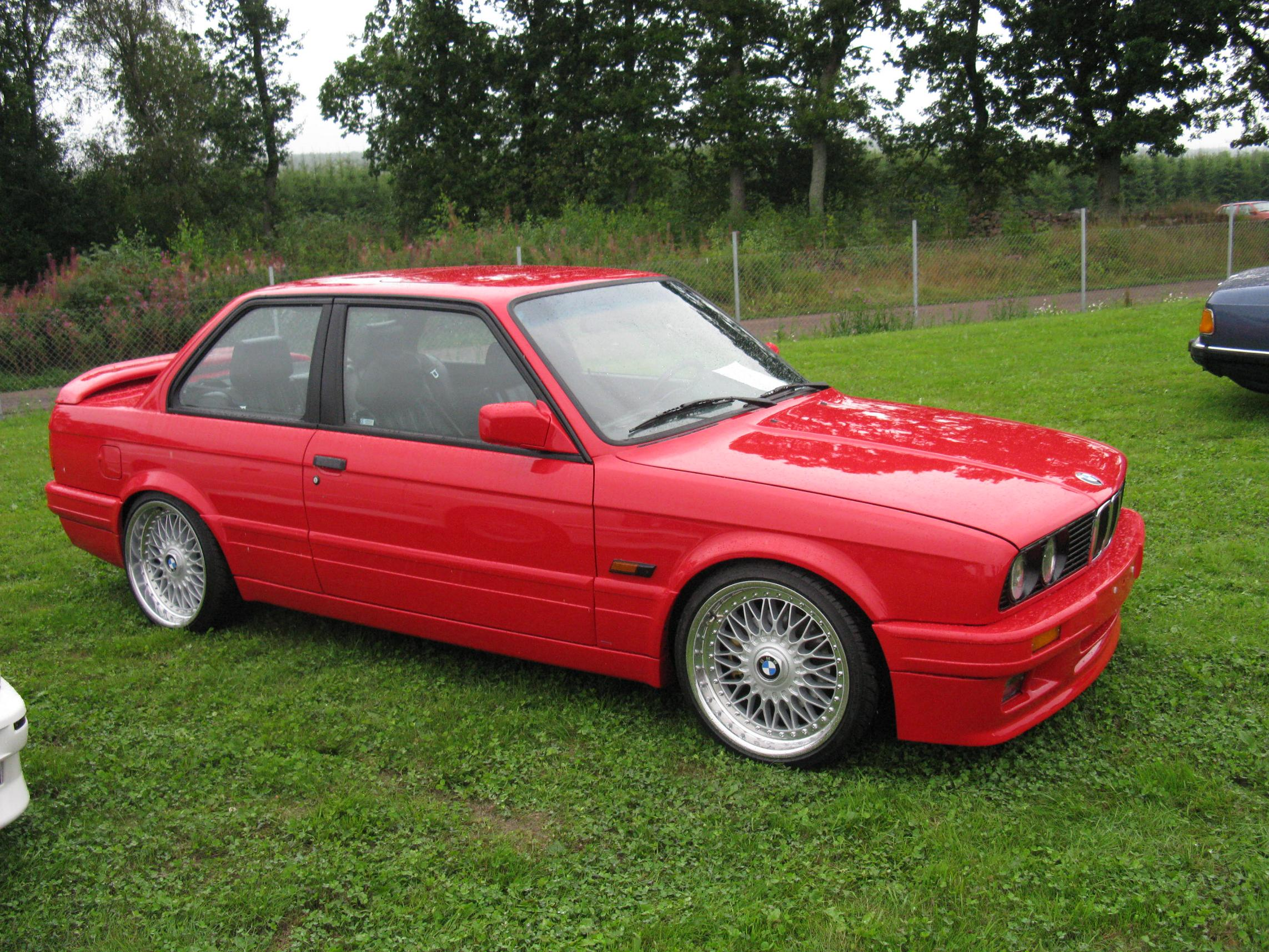
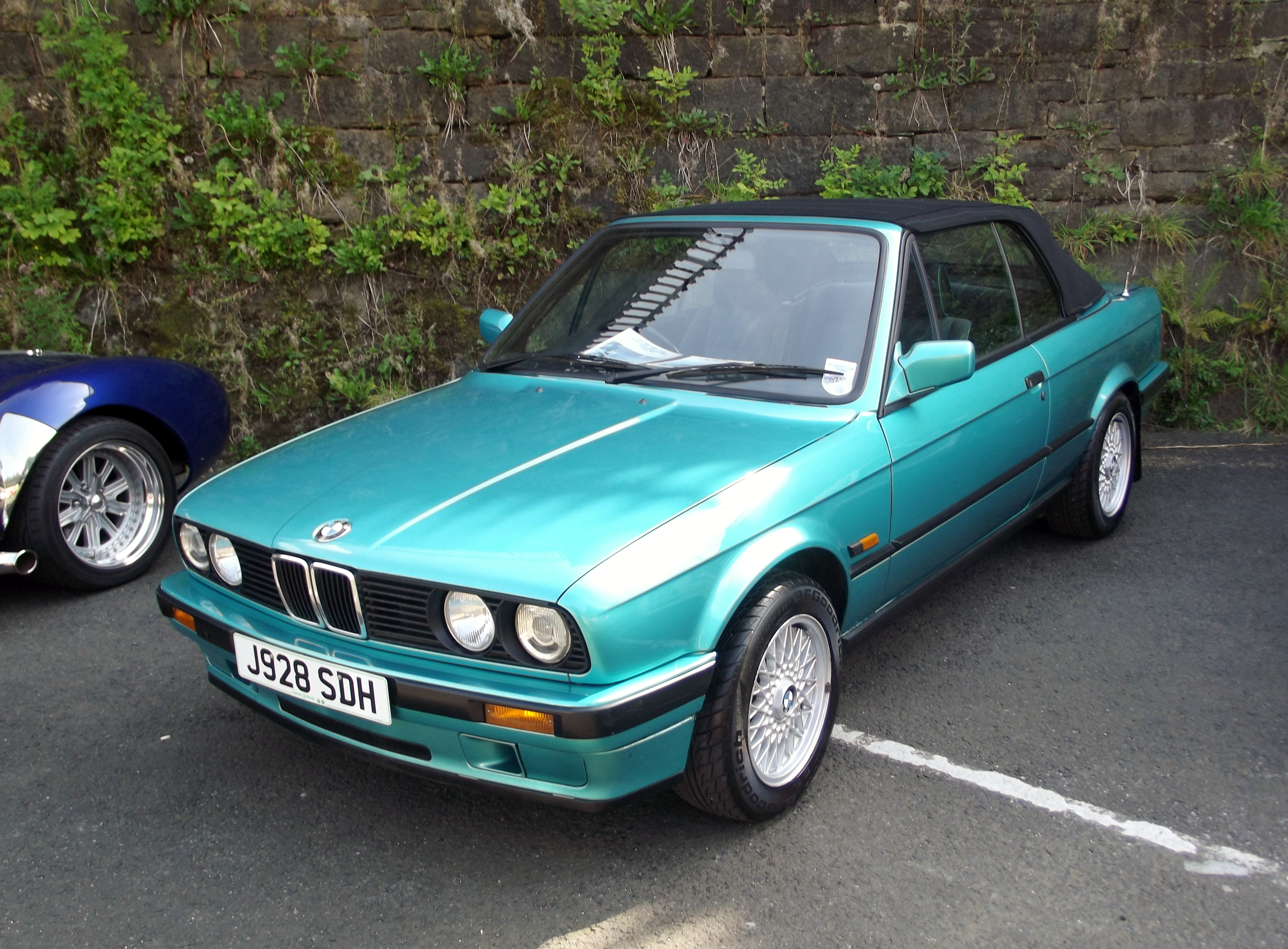
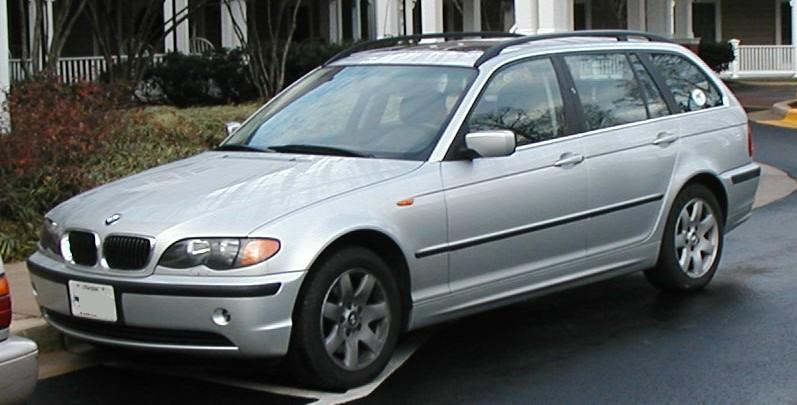
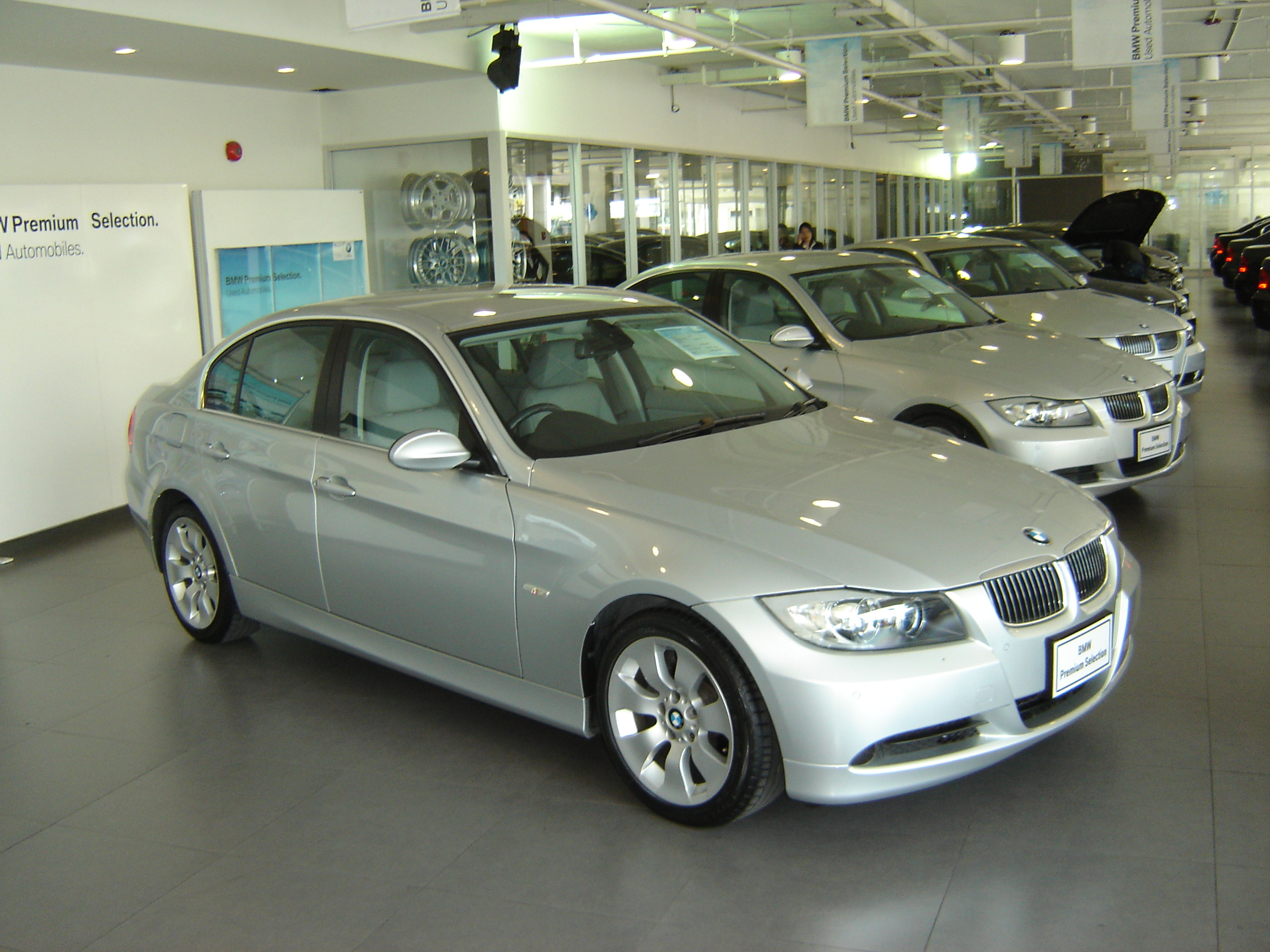